# Chavigny (Meurthe i Mosel·la)
Chavigny és un municipi francès situat al departament de Meurthe i Mosel·la i a la regió del Gran Est. L'any 2007 tenia 1.704 habitants.

## Demografia

### Població
El 2007 la població de fet de Chavigny era de 1.704 persones. Hi havia 640 famílies, de les quals 148 eren unipersonals (52 homes vivint sols i 96 dones vivint soles), 204 parelles sense fills, 252 parelles amb fills i 36 famílies monoparentals amb fills.
La població ha evolucionat segons el següent gràfic:
Habitants censats

### Habitatges
El 2007 hi havia 703 habitatges, 669 eren l'habitatge principal de la família, 5 eren segones residències i 29 estaven desocupats. 615 eren cases i 86 eren apartaments. Dels 669 habitatges principals, 525 estaven ocupats pels seus propietaris, 137 estaven llogats i ocupats pels llogaters i 7 estaven cedits a títol gratuït; 7 tenien una cambra, 33 en tenien dues, 81 en tenien tres, 214 en tenien quatre i 334 en tenien cinc o més. 523 habitatges disposaven pel capbaix d'una plaça de pàrquing. A 280 habitatges hi havia un automòbil i a 309 n'hi havia dos o més.

### Piràmide de població
La piràmide de població per edats i sexe el 2009 era:
| Homes | Edats   | Dones |
| ----- | ------- | ----- |
| 0     | 95 o +  | 0     |
| 0     | 90 a 94 | 0     |
| 4     | 85 a 89 | 12    |
| 8     | 80 a 84 | 12    |
| 24    | 75 a 79 | 24    |
| 24    | 70 a 74 | 48    |
| 36    | 65 a 69 | 28    |
| 52    | 60 a 64 | 64    |
| 32    | 55 a 59 | 44    |
| 56    | 50 a 54 | 40    |
| 64    | 45 a 49 | 52    |
| 40    | 40 a 44 | 60    |
| 64    | 35 a 39 | 60    |
| 72    | 30 a 34 | 88    |
| 40    | 25 a 29 | 40    |
| 52    | 20 a 24 | 36    |
| 52    | 15 a 19 | 48    |
| 48    | 10 a 14 | 64    |
| 52    | 5 a 9   | 60    |
| 56    | 0 a 4   | 32    |

## Economia
El 2007 la població en edat de treballar era de 1.114 persones, 834 eren actives i 280 eren inactives. De les 834 persones actives 762 estaven ocupades (392 homes i 370 dones) i 72 estaven aturades (42 homes i 30 dones). De les 280 persones inactives 98 estaven jubilades, 124 estaven estudiant i 58 estaven classificades com a «altres inactius».

### Ingressos
El 2009 a Chavigny hi havia 670 unitats fiscals que integraven 1.726,5 persones, la mediana anual d'ingressos fiscals per persona era de 20.238 €.

### Activitats econòmiques
Dels 63 establiments que hi havia el 2007, 1 era d'una empresa extractiva, 1 d'una empresa alimentària, 5 d'empreses de fabricació d'altres productes industrials, 20 d'empreses de construcció, 16 d'empreses de comerç i reparació d'automòbils, 2 d'empreses de transport, 3 d'empreses d'hostatgeria i restauració, 1 d'una empresa d'informació i comunicació, 4 d'empreses immobiliàries, 4 d'empreses de serveis, 2 d'entitats de l'administració pública i 4 d'empreses classificades com a «altres activitats de serveis».
Dels 27 establiments de servei als particulars que hi havia el 2009, 2 eren paletes, 1 guixaire pintor, 3 fusteries, 2 lampisteries, 7 electricistes, 4 empreses de construcció, 2 perruqueries, 1 veterinari, 3 restaurants i 2 agències immobiliàries.
Dels 8 establiments comercials que hi havia el 2009, 3 eren grans superfícies de material de bricolatge, 2 fleques, 1 una llibreria, 1 una botiga de material de revestiment de parets i terra i 1 una joieria.
L'any 2000 a Chavigny hi havia 3 explotacions agrícoles.

## Equipaments sanitaris i escolars
L'únic equipament sanitari que hi havia el 2009 era una ambulància.
El 2009 hi havia 1 escola maternal i 1 escola elemental.

## Poblacions més properes
El següent diagrama mostra les poblacions més properes.